# Potamocorbula abbreviata
Potamocorbula abbreviata is een tweekleppigensoort uit de familie van de Corbulidae. De wetenschappelijke naam van de soort is voor het eerst geldig gepubliceerd in 1907 door Preston.